# والتر بولارد
والتر بولارد (بالإنجليزية: Walter Pollard)‏ (26 نوفمبر 1906 في المملكة المتحدة - 16 أبريل 1945 في المملكة المتحدة) هو لاعب كرة قدم بريطاني (وحمل سابقاً جنسية المملكة المتحدة لبريطانيا العظمى وأيرلندا) في مركز مهاجم داخلي. لعب مع برايتون أند هوف ألبيون ونادي بيرنلي ونادي ساوثهامبتون ونادي سوشو ونادي فولهام ووست هام يونايتد وTunbridge Wells F.C. ‏.

## وصلات خارجية
- والتر بولارد على موقع قاعدة بيانات كرة القدم.إي يو (الإنجليزية)